# Infierno, canto primero
El primer canto del Infierno de la Divina comedia del poeta florentino Dante Alighieri es el proemio del poema en su conjunto. Se sitúa en la selva oscura y después en el camino que lleva a la colina del Purgatorio. Transcurre en la noche entre el 7 y el 8 de abril de 1300 (Viernes Santo), o según otros comentadores entre el 24 y el 25 de marzo de 1300 (aniversario de la Encarnación de Jesucristo).
Aquí Dante encuentra a Virgilio, que lo acompañará en la visita por el Infierno, primera etapa de su purificación del pecado.

## Incipit
El incipit de la obra es:

Incomincia la Comedia di Dante Alleghieri di Fiorenza, ne la quale tratta de le pene e punimenti de' vizi e de' meriti e premi de le virtù. Comincia il canto primo de la prima parte nel qual l'auttore fa proemio a tutta l'opera.

## Resumen
Es la primavera de 1300, año del primer jubileo. Dante tiene 35 años (en medio), es decir a mitad de su vida, pues en su tiempo la esperanza de vida era de 70 años, como ya había señalado en el Convivio. Pero se encuentra en una situación difícil, pues ha perdido la «recta vía», hallándose rodeado por una selva oscura, alegoría de la perdición y del pecado. Cuanto más se encamina en esta vía, ésta se vuelve más oscura. A un cierto punto, siendo de noche, Dante se da cuenta de que se ha perdido y no hay salida, tanto es así que el protagonista señala que en el «hueco de mi corazón» (referencia a la parte cóncava del corazón en la que se deposita mucha sangre y según Boccaccio descansan los espíritus vitales) había durado la noche entera.

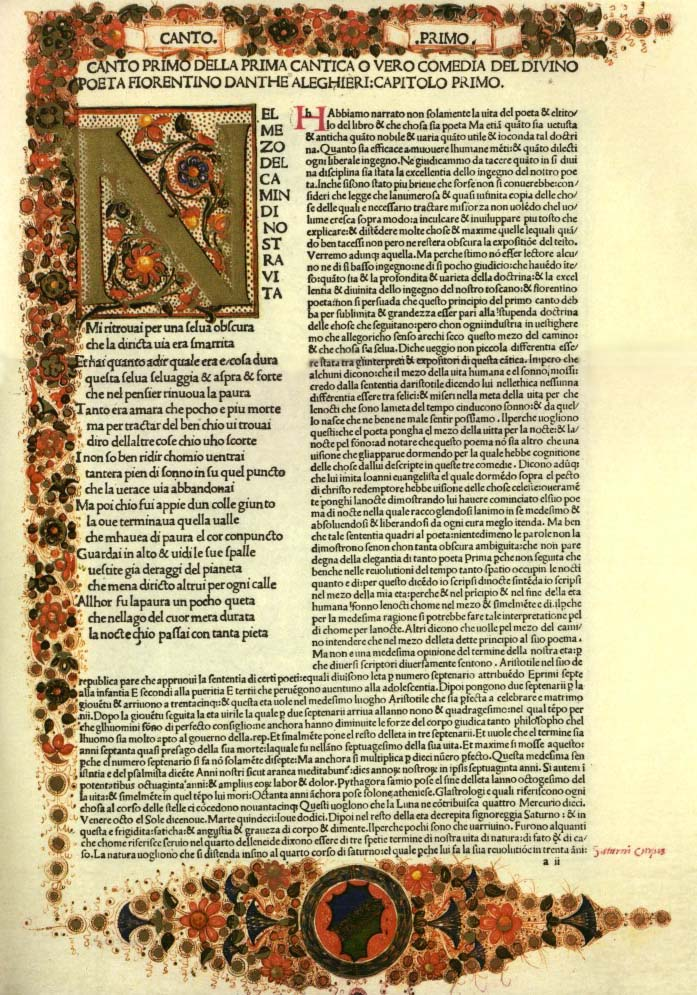
Manuscrito con la primera página del Infierno.

Al despertarse, Dante ve los rayos del sol, que representan alegóricamente la presencia de Dios en la Comedia, que llegaban hasta allí gracias a algunos agujeros que formaban las hojas. Entonces, gracias al coraje que le infundía la luz, decide continuar explorando. Apenas iniciada la subida de la colina, tres bestias impiden que continúe su camino, a tal punto que, perdida la esperanza de llegar a la cima, el poeta es empujado al valle de la perdición.
Pero de repente surge una figura, a la cual Dante pregunta si se trata de un hombre de carne y hueso, o bien un espíritu. Se trata del alma de Virgilio, que comienza revelándole que Cristo intervendrá para salvar a los hombres. Luego agrega que es posible salvarse de las tres bestias que lo acosan, pero con la condición de que visite el Infierno, reino de la perdición, el Purgatorio, reino de la penitencia, y el Paraíso, reino de la bondad y sede de Dios. Este es el único camino de salvación, señala Virgilio. Dante caminará bajo su guía en el Infierno y el Purgatorio, y bajo la guía de Beatriz en el Paraíso.

## Análisis del canto

### La selva - vv. 1-12
En el primer verso de la Divina Comedia Dante enfatiza que su experiencia es colectiva, usando el adjetivo nuestra en lugar de mía. Para el poeta, la mitad de la vida de un individuo es a la edad de treinta y cinco años, pues consideraba como setenta años la cantidad promedio de vida, según escribió en el Convivio, IV 23, 6-10, a su vez citando el Libro de los Salmos. Siendo que él nació en 1265 se puede entender por qué se encuentra en 1300, un año altamente simbólico, en el cual se produjo el primer jubileo. Además la palabra camino introduce ya el tema del viaje que el poema narra.

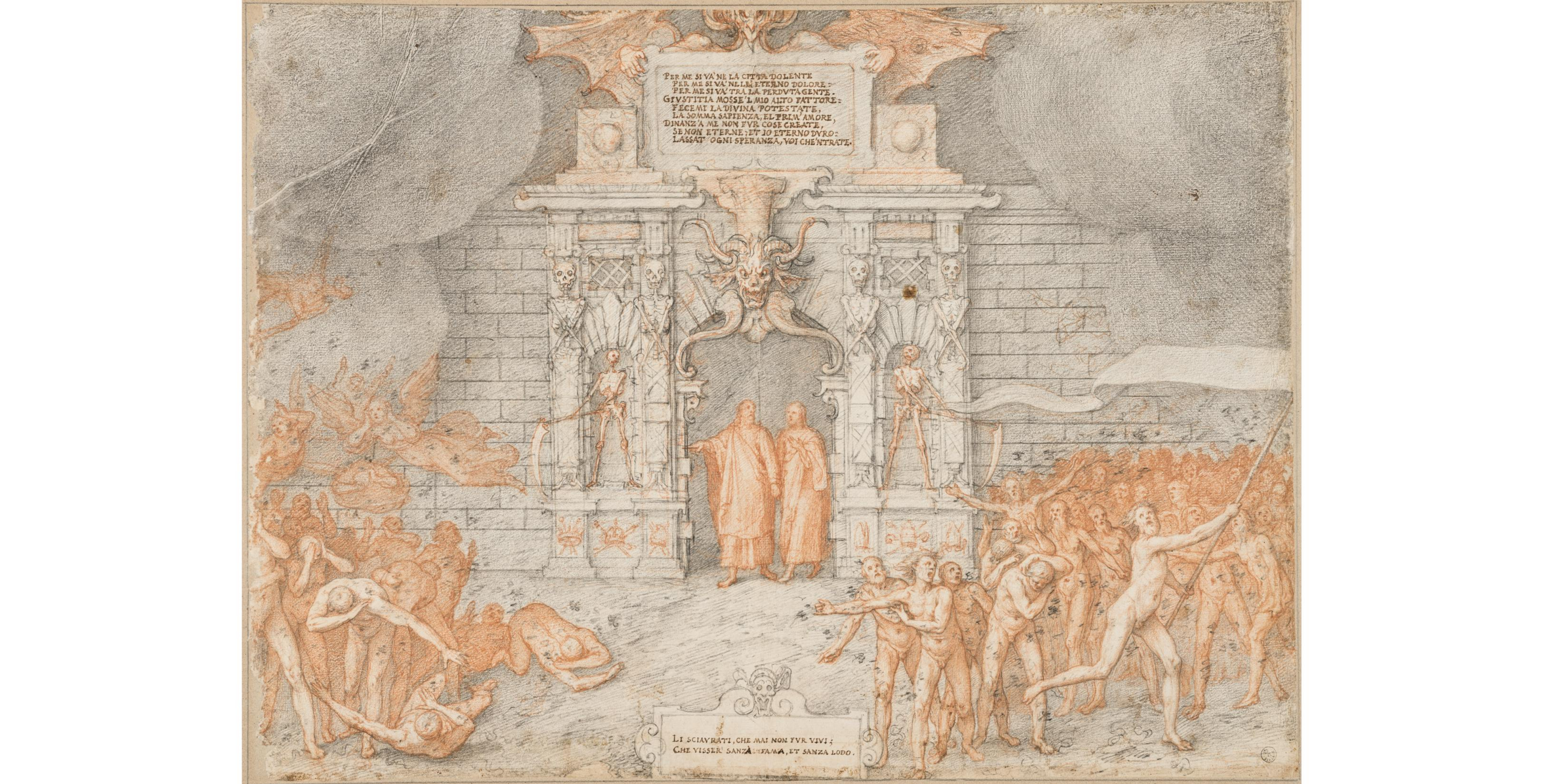
«La selva oscura» (I, vv. 1-2). Dibujo de Federico Zuccaro, 1586/8.

Algunos críticos tienen una particular visión sobre el valor de la palabra «nuestra», que tendría la función de Dante de incluir la mayor cantidad de nociones culturales posibles: el adjetivo, de hecho, podría referirse a la llamada «teoría del gran año estoico». Esta teoría fue naturalmente argumentada por los estoicos en época antigua: según ellos, la duración del mundo es de 13000 años, al inicio del cual los planetas (en la teoría geocéntrica) estaban todos perfectamente alineados. Según esta teoría, 13000 años más tarde el mundo sería víctima de un gran incendio del cual nacería una nueva humanidad.
La teoría de los estoicos, entonces, pone a Dante en el momento preciso a mitad de los 13000 años, por eso se puede afirmar que el 1300 es, según los estoicos, el 6500 año después de la creación del mundo. Se puede afirmar esta teoría sobre la base de algunos complicados cálculos que se pueden realizar al leer la Comedia. Considerando estos cálculos, y la teoría estoica, el alineamiento de los planetas debería haber sucedido el 8 de junio de 2007. No hubo ningún incendio regenerador, pero la presencia de una teoría proveniente de la filosofía estoica en la Divina comedia es fascinante y muy bien fundada, a pesar de que la hipótesis más aceptada continúe siendo aquella según la cual Dante con 35 años, después de la muerte de Beatriz, se encuentra en una selva no solo llena de pecado y perdición, sino también de gran y terrible dolor.
La acción comienza in medias res. Esto permite a Dante evitar algunos puntos «incómodos» de la narración, de los que asegura no acordarse, se desmaya o está ausente a nivel intelectual, a pesar de que físicamente siempre está. El poeta se perdió en una selva oscura, en un plano alegórico en un momento difícil de su vida y más en general en una selva del pecado y el error. Como claro cronotopo, la selva oscura representa la perdición y el error análogamente a cuanto sucede en la fábula popular. La «recta vía» representa claramente la rectitud, es decir el cronotopo opuesto.

En medio del camino de nuestra vida me encontré por una selva oscura, porque la recta vía era perdida...

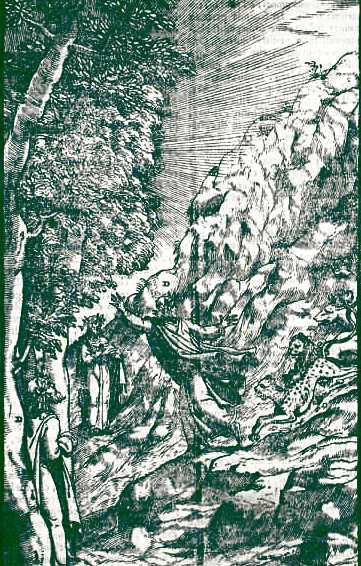
Alessandro Vellutello, la selva del pecado

«Y qué dolor, qué miedo» es para el Dante-narrador (en el flash-back en el cual está contado todo el poema) acordarse la «dureza» de la selva selvática y difícil. Ésta selva (es decir el pecado) es así de amarga que la muerte es todavía peor, pero para hablar del bien que el poeta encontró él se presta de buena manera a revivir aquella experiencia: es el concepto de comedia, un duro inicio se corona en un final feliz. Dante no recuerda bien cómo hizo para perderse, a causa de una confusión de los sentidos que le hizo perder el camino.

### La colina iluminada por el sol (vv. 13-30)
En un cierto punto Dante llega a los pies de una colina (o deleitoso monte en el v. 77) en donde termina la selva (la valle), detrás del cual está saliendo el sol, el cual calma la inquietud que siente Dante. La luz simboliza la gracia divina que ilumina el camino humano, por lo tanto la colina es un camino de salvación, interpretado por algunos como la felicidad terrenal a la cual cada persona tiende naturalmente. Dante cree poder pasar la colina solo con sus fuerzas y comienza a esfumarse el miedo que había sentido la noche anterior.
Después descansa un momento y continúa subiendo (con una perífrasis: tal que el pie firme era siempre el más bajo).

### Las tres Bestias (vv. 31-60)
La subida apenas empezó cuando aparece una onza ligera y veloz, cubierta la piel con manchas (una especia de leopardo o de lince, no existe traducción precisa para la palabra onza) que no se mueve de enfrente de Dante, al contrario lo empuja hacia atrás (me volví muchas veces para volverme). La onza, así como los animales que vendrán después, son símbolos de virtud o debilidad según los bestiarios medievales. En este caso todos los críticos coinciden en indicar a la onza como símbolo de lujuria (en referencia a Florencia). Dante no dice si esta onza se acerca o se escapa, pero da una indicación sobre la hora: es la hora de la mañana en la cual el sol sale con las estrellas que estaban con ella al momento de la Creación. La primera constelación del zodiaco es Aries, por lo tanto era un tiempo cercano al equinoccio de primavera, momento propicio del año que hace pensar a Dante que podrá evitar a aquella bestia.
Pero la esperanza se esfuma rápidamente al aparecer un león, que aparece enfrente a Dante con la cabeza alta y con rabiosa hambruna, con tal ímpetu que parecía que el aire temblase. El león viene indicado como símbolo de soberbia (en referencia al Imperio). Inmediatamente aparece una loba, llena de marcas en el cuerpo y flaca. Según Dante la loba había hecho infeliz la vida de mucha gente. Esta se acerca de tal forma que Dante pierde la esperanza de poder subir toda la colina. La loba es la bestia más peligrosa y viene considerada como símbolo de avidez (la Iglesia, que siempre quiere más; y no, como se tiende a decir de avaricia: de hecho, la avaricia indica tendencia a mantener para uno mismo y no donar lo que ya se tiene; la avidez, en cambio indica la voluntad de querer un bien siempre en cantidad mayor). La dependencia a estos bienes es el mal mayor en los hombres y el más difícil de superar. De hecho Dante, al igual que un jugador que sigue jugando hasta que no pierde todo, se siente ahora triste por culpa de la bestia. La loba va acercándose cada vez más y empuja a Dante hacia selva del pecado.
Otros indican a las bestias como símbolos de las tres categorías de pecados que corresponden a las zonas del Infierno: incontinencia (onza), violencia (león) y fraude (loba). Otros hacen en cambio una interpretación política de los poderes que regían en la Italia medieval: la loba como la Roma papal (referencia a la Luperca), el león como el Imperio y la onza como los príncipes feudales. Sin embargo, de las tres bestias la que causó más problemas de interpretación fue la loba: algunos, como Singleton, la asocian al fraude, otros grandes analistas de Dante, como Gorni, la identifican con la envidia.

### Aparición de Virgilio (vv. 61-99)

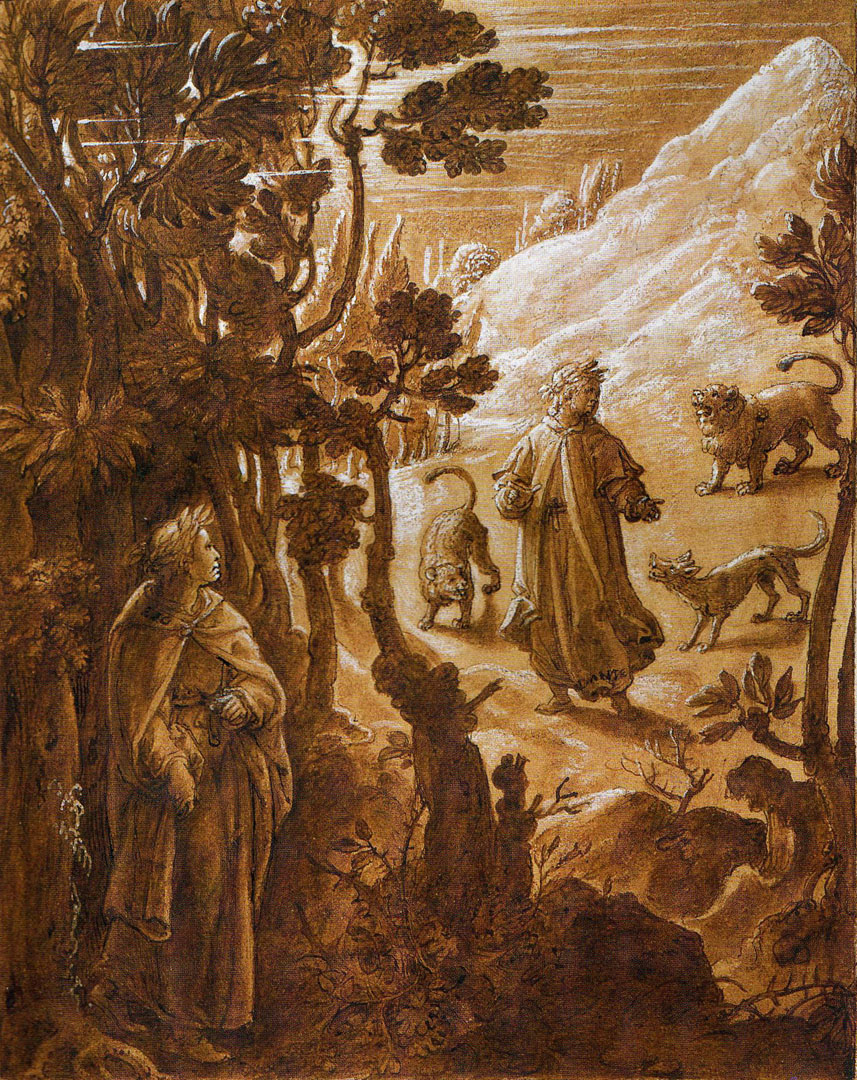
Canto I, Giovanni Stradano, 1587.

Mientras Dante no solo vuelve atrás, sino que rovina, es decir precipita rápidamente en la selva pecadora, improvistamente aparece una figura: alguien que parece áfono dado que no habla, se presenta delante de Dante, quien le pide misericordia, sea alma o persona viva.
Inmediatamente la figura responde: «No hombre, hombre ya fui» ; y para presentarse específica que sus padres fueron lombardos, más precisamente mantovanos, y que nació sub Iulio, es decir al tiempo de Julio César, aunque no lo vio, y vivió bajo el buen Augusto en el tiempo de los «dioses falsos y embusteros», es decir tiempos del paganismo. «Poeta fui, y canté a aquel justo hijo de Anquises, que vino de Troya, después del incendio de la soberbia Ilion (Troya)». Está hablando de Eneas y de la Eneida. Nótese un anacronismo por parte de Dante: en los tiempos en los cuales vivió Virgilio, la Lombardia no tenía todavía este nombre en cuanto que el nombre deriva de la población bárbara de los lombardos; y por lo tanto el mismo Virgilio no debería decir que sus padres fueron lombardos.
Después hace una pregunta directamente a Dante: «¿Porqué a tanta angustia te vuelves? / ¿Porqué no trepas el deleitoso monte, / que es principio y razón de toda alegría?». Dante ya reconoció a su maestro y lo llama por el nombre, avergonzado dice: «¡Oh! ¿Eres tú aquel Virgilio, aquella fuente / que expande de elocuencia tan largo río? / le respondí, avergonzada la frente. / ¡Oh! De los demás poetas honor y luz, / válgame el largo estudio y el gran amor, / que me han hecho ir en pos de tu libro. / Tú eres mi maestro y mi autor: / tú sólo eres aquel de quien tomé / el bello estilo, que me ha dado honor».
Acto seguido Dante le pide ayuda con aquella bestia que le hizo regresar y que le hace temblar las venas y el pulso. Virgilio entonces indica a Dante, que comenzó a llorar, que le conviene iniciar otro viaje para salir de este lugar, porque la loba no deja pasar a nadie, al contrario mata a aquel que intenta pasar porque es su naturaleza malvada: ella no satisface jamás su hambrienta voluntad. Es más, después de haber comido tiene más hambre que al principio y se une con muchos otros vicios. El hecho de que Dante llame a este animal loba y no lobo podría ser a causa de que él quería aludir a la loba capitolina, es decir a Roma, sede del corrupto papado.

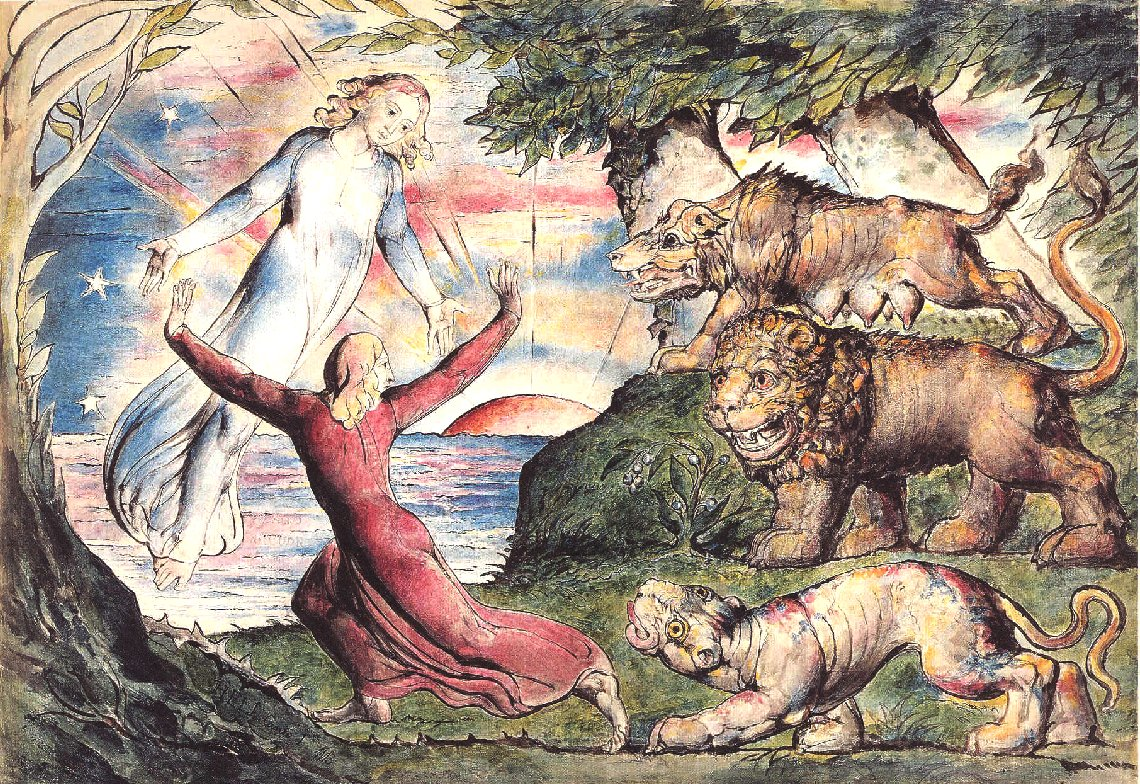
Ilustración del canto I por William Blake.

Dante elige Virgilio como guía por diversos motivos:
- En la cuarta bucólica, Virgilio había cantado el nacimiento de un puer que haría regresar al mundo a la Edad de Oro (según la interpretación alegórica del Medioevo, Virgilio era considerado un espíritu profético por haber preanunciado el nacimiento de Cristo, si bien el poeta hablase del hijo de Asinio Polión).
- En el Medioevo Virgilio es considerado el símbolo de la razón que todavía no conoció la plenitud de la revelación cristiana. Él es por lo tanto capaz de conducir a Dante a través del Infierno y del Purgatorio, pero no por el Paraíso (será Beatriz).
- Virgilio había celebrado el imperio de Augusto, arquetipo y realización providencial del ideal de imperio universal que Dante había exaltado en De Monarchia como solución a la degradación moral y política de Italia y de Europa (Dante lamentaba el hecho que después de Federico II en Italia estuviese ausente la figura imperial).
- Virgilio había narrado el descenso de Eneas en los Ínferos, y por lo tanto sería un excelente maestro en el viaje por los reinos ultraterrenos (el mismo Dante en el tercer canto del Infierno se agrega a la lista de los personajes ilustres que según la tradición descendieron a los Ínferos, es decir Eneas y San Pablo).

### Profecía del Lebrel (vv. 100-111)
Estaba diciendo Virgilio que la loba vivirá tranquila hasta que «venga / el Lebrel, que le dará dolorosa muerte». El lebrel, en el lenguaje técnico del arte venatoria, es un término que indica al perro de caza (se compare el uso con por ejemplo en Inf. XIII v. 126): Dante entonces continúa con la alegoría animal y explica que un perro de caza matará dolorosamente a la loba de la avidez, persiguiéndola (vv. 109-111) de ciudad en ciudad, hasta que la llevará de regreso al Infierno, de donde el primer envidioso (Lucifer, el ángel rebelde) la hizo salir. Nadie ha podido dar una explicación satisfactoria sobre quién o qué simboliza el Lebrel, y de hecho continúa siendo uno de los enigmas más famosos en la historia de la literatura. Dos tercetos describen este Lebrel como un salvador que no será alimentado ni por la tierra ni por el dinero, pero por sabiduría, amor y virtud; su nación estará entre fieltro y fieltro, y será la salvación de aquella humilde Italia por la cual murieron de heridas la virgen Camila, Turno, Euríalo y Niso.
Aparte de los últimos dos versos que citan la Eneida, el significado de los atributos del Lebrel no está claro: la comida del Lebrel son las virtudes espirituales que nos inducen a pensar en la Trinidad y que podrían referirse o a un personaje en particular (laico o religioso) o a una entidad presente o futura. Su nacimiento será entre fieltro y fieltro, ¿es decir entre paños humildes o entre túnicas monásticas, o entre el fieltro que se usaba para forrar las urnas para las elecciones de los magistrados? ¿O en sentido geográfico entre Feltre y Montefeltro, aludiendo quizás a Cangrande della Scala, dado que sus territorios se extendían entre esas dos localidades? ¿O a Arrigo VII? ¿O a Uguccione della Faggiola? ¿O el retorno di Cristo? Probablemente la cuestión nunca será resuelta, porque Dante utiliza aquí un lenguaje particularmente sibilino. También porque, entre tantas profecías de la Comedia, esta es la única «verdadera». Es decir, no consiste en un hecho ya sucedido en la época en la que fue escrito.

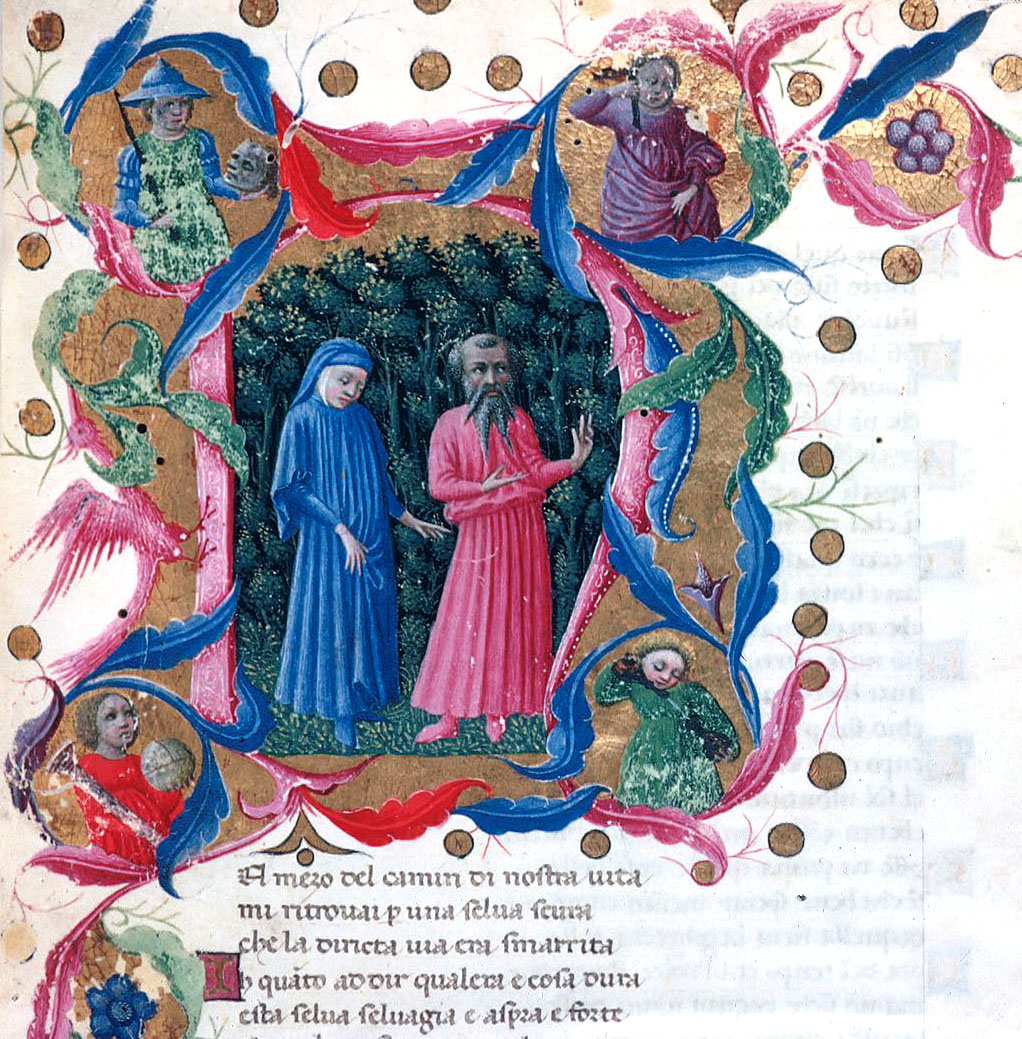
Dante y Virgilio, códice miniado por Priamo della Quercia (British Library)

### El viaje a la ultratumba (vv. 112-135)
Sigue Virgilio respondiendo a las preguntas de Dante cuando le aconseja a Dante de seguirlo en un viaje guiado por él, a través del lugar eterno (es decir, el reino de ultratumba, donde todo es eterno, a diferencia de la fugacidad del mundo de los vivos). En el Infierno escuchará los gritos desesperados y verá los espíritus afligidos que invocan la segunda muerte (el aniquilamiento total para así frenar sus sufrimientos). En el Purgatorio verá a aquellos que están contentos en sus suplicios porque tienen la esperanza de subir con la gente beata. En el Paraíso, si querrá seguir, habrá un alma más digna que la suya para acompañarlo porque el emperador de los cielos (Dios) no quiere que Virgilio vaya por su ciudad porque él no es cristiano. De hecho Dios, dice Virgilio, impera en todos lados (en lenguaje jurídico, «tiene jurisdicción») pero reina en el Paraíso, y beato es quien es elegido para ir allí. Dante responde que está de acuerdo con la descripción dada de Dios y para escapar al mal de la selva acepta cumplir con el viaje-peregrinaje y ver la puerta de San Pedro. Entonces Virgilio parte y Dante le «tiene dietro», es decir le sigue en fila.